# Stanislas Gorin
Stanislas Gorin est un peintre et lithographe français né le 31 décembre 1820 à Argent-sur-Sauldre et mort le 16 juin 1874 à La Brède.

## Biographie
Formé auprès d’Eugène Isabey et d'Antoine-Désiré Héroult, Stanislas Gorin a eu pour élève Odilon Redon.
Il est élu membre de l'Académie de Bordeaux en 1850. Il séjourne longuement en Espagne et en Angleterre.
Il passe les dernières années de sa vie à La Brède, en Gironde.

## Œuvres
Peintre et aquarelliste, Gorin est l'auteur de paysages, de scènes historiques, de scènes de genre et de portraits.
Il expose au Salon de Paris de 1846 à 1861.
Le musée des Beaux-Arts de Bordeaux conserve une huile sur toile et son esquisse de L'Embarquement d'Abd-El-Kader à Bordeaux peintes en 1850.
La bibliothèque municipale de Bordeaux conserve une série de dessins, estampes et aquarelles faisant partie du fonds Delpit.

Œuvres de Stanislas Gorin
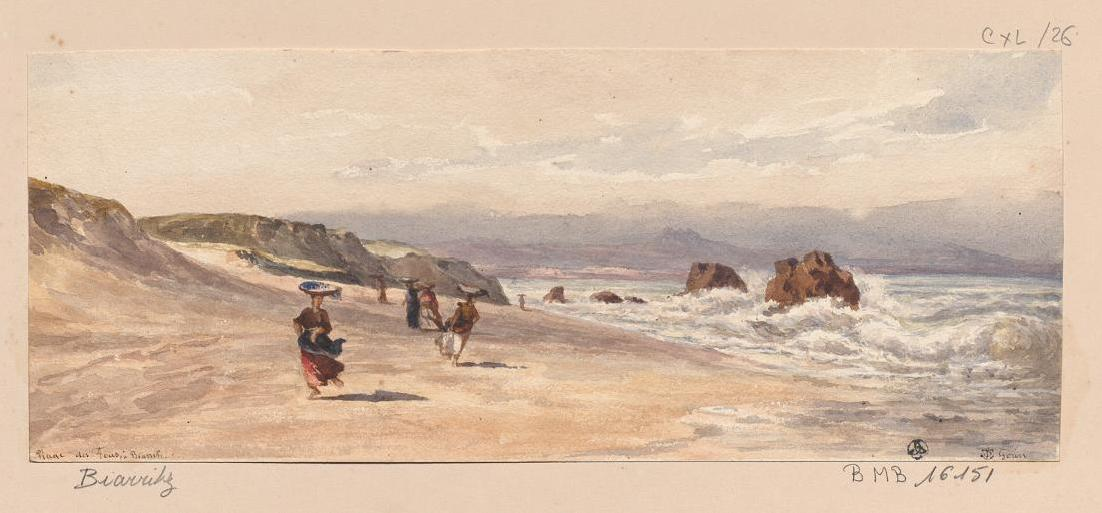
Plage des Fous à Biarritz, aquarelle, bibliothèque municipale de Bordeaux.
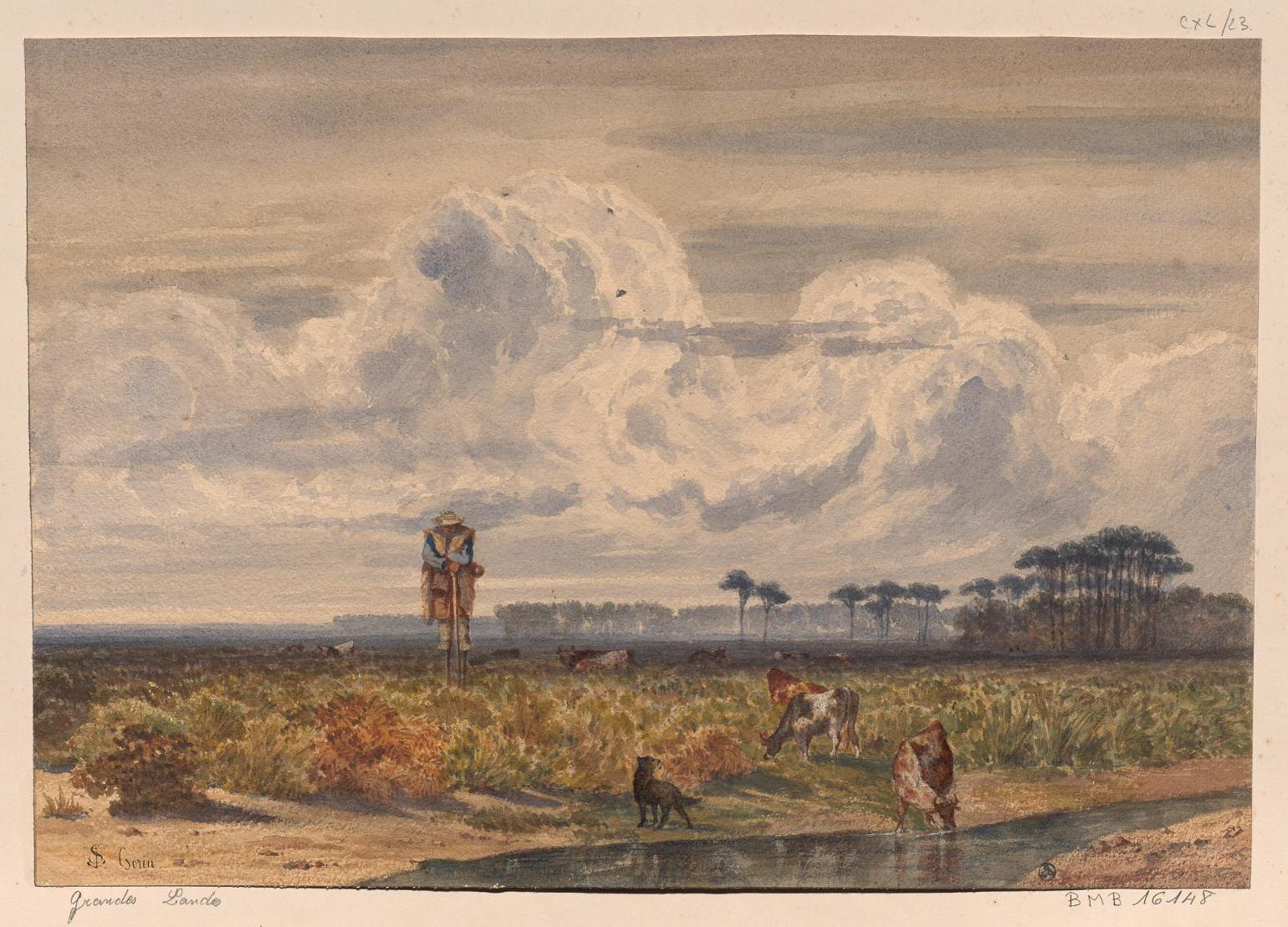
Grandes Landes, aquarelle, bibliothèque municipale de Bordeaux.
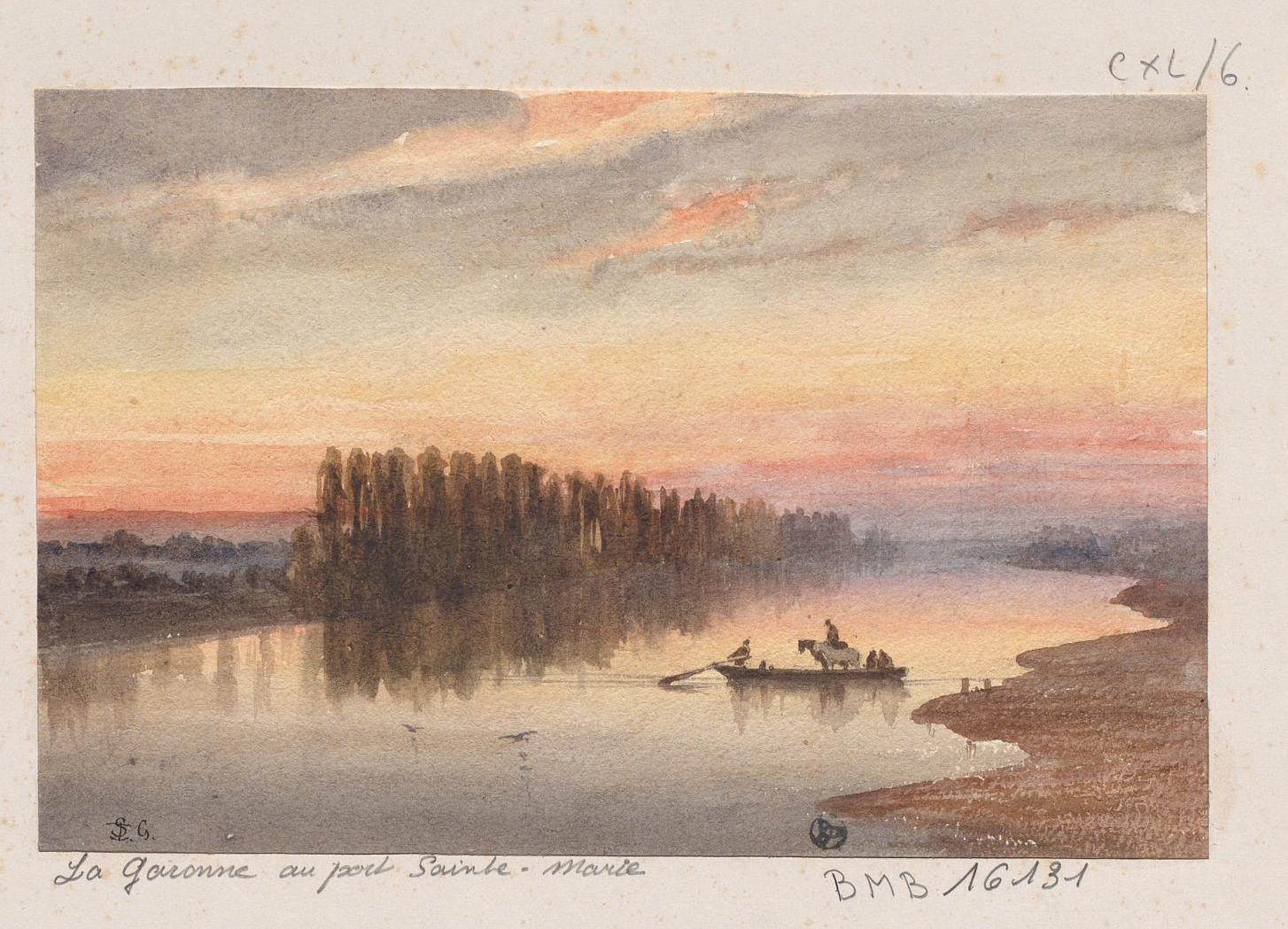
La Garonne à Port-Sainte-Marie, aquarelle, bibliothèque municipale de Bordeaux.
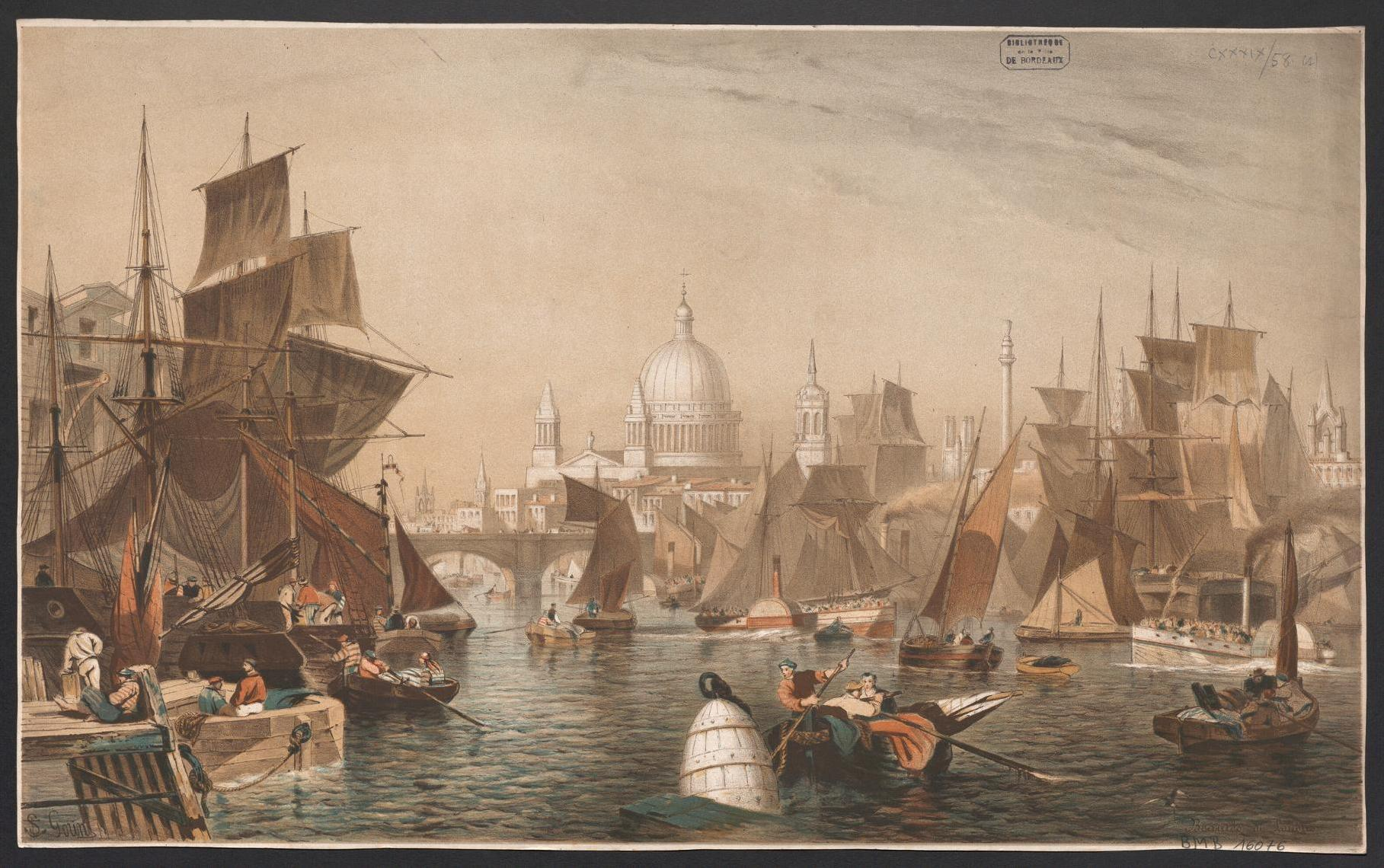
Vue sur la Tamise, lithographie, bibliothèque municipale de Bordeaux.